# Кременской (хутор)
Кременской — хутор в Константиновском районе Ростовской области России.
Входит в Почтовское сельское поселение.

## География
Территория хутора располагается в низине на протяжении 7 километров вдоль берега реки. Из близлежащих хуторов это самое старое поселение, на территории которого часто встречается залежи кремня.

### Улицы
| - ул. Гарбузянская, - ул. Гуделовская, - ул. Московская, - ул. Петровская, - ул. Платова, | - пер. Гуровский, - пер. Есаульский, - пер. Медовый, - пер. Нижний. |

У большинства улиц хутора говорящие названия. Улица Гарбузянская названа так, потому что расположена близ балки Гарбузки. В этом месте также расположен родник. Гуделовская улица расположена при балке Гуделовской. Раньше она была с обрывистыми склонами. Свое название балка получила из-за гулких звуков, раздающихся во время таяния снега. На улице Петровской жил ветеран войны Петр Степанович Назаров. Улица Медовая расположена на верхней части хутора. Там живёт пчеловод Борис Александрович. Раньше на улице Московской располагалось правление колхоза, гараж, магазин и сельсовет. Поэтому улица и получила такое столичное название.

## История
Находясь в составе Области Войска Донского, в хуторе существовала Рождество-Богородицкая церковь.
В 1875 году на территории хутора жил Василий Акимович Харламов. Согласно свидетельствам районного архива, он в этом населенном пункте и родился. Был членом Российской Государственной Думы и Председателем Донского Круга. Родителями Василия Акимовича были атаман хутора Кременского, урядник Аким Михайлович и Мария Яковлевна. Василий Акимович был в первом созыве Государственной Думы в 1906 году, и продолжал свою работу в последующих Думах. В документах, датируемых 1911 годом, есть упоминания о местной школе — таким образом, её возраст превышает 100 лет. Школа в 1911 году не получила должных средств от Департамента Земледелия и в связи с этим находилась на грани закрытия. В 1920-х годах школа стала начальной. Василий Акимович Харламов, после того, как в 1917 году произошел самороспуск Думы, был представителем Временного правительства и главой самостоятельного казачьего государства.

## Население
| 2010 |
| ---- |
| 229  |

Раньше численность населения хутора достигала 3 тысяч человек, сейчас здесь расположено 96 дворов, а численность населения составляет 274 человека. Преимущественная часть населения хутора — пенсионеры, молодежи практически нет.

## Инфраструктура
Работают фермерские хозяйства и сельская начальная школа(поправка, школа является закрытой) . Когда-то на хуторе были две молочные фермы, свинотоварные фермы и птичники.

## Археология
У хутора Кременского находится многослойная стоянка Бирючья балка 2, которая была обитаема в верхнем палеолите 44—26 тыс. лет назад.
Для исследования Бирючьей балки была организована экспедиция в 1987 году. Её возглавил доктор исторических наук, профессор Санкт-Петербургского института истории материальной культуры Александр Ефимович Матюхин. Балка издалека выглядит как обрыв. По словам исследователя, на глубине 7 метров в балке, торчали кости бизона — лопатка и нижняя челюсть. Этот объект признан уникальным, так как это первый на территории Европы многослойный археологический памятник. В этом месте были обнаружены орудия труда и каменные наконечники стрел. Находки относятся к периоду 20-25 тысяч лет назад.